# Ecliptica
Ecliptica è l'album di debutto del gruppo musicale finlandese Sonata Arctica, pubblicato nel 1999 e ristampato nel 2008 da Universal UK assieme al disco successivo, Silence, e nel 2014, in occasione dei 15 anni dalla nascita della band, col titolo Ecliptica - Revisited; 15th Anniversary Edition. In entrambe le ristampe sono state aggiunte tracce bonus e note sulla band.
Alcune delle tracce presenti in Ecliptica erano state in precedenza pubblicate nei primi demo della band, allora conosciuta inizialmente come Tricky Beans e poi come Tricky Means. In particolare la canzone Letter to Dana era presente su Friend Till the End, prima incisione pubblicata alla fine del 1996, mentre Mary-Lou, UnOpened, 8th Commandment e FullMoon erano presenti sull'ultimo demo del gruppo (FullMoon), prima della pubblicazione di questo album.

## Tracce
Testi e musiche di Tony Kakko, tranne dove indicato.
1. Blank File – 4:05
2. My Land – 4:38
3. 8th Commandment – 3:41 (musica: Tony Kakko, Jani Liimatainen)
4. Replica – 4:56 (musica: Tony Kakko, Jani Liimatainen)
5. Kingdom for a Heart – 3:51
6. FullMoon – 5:08
7. Letter to Dana – 6:01
8. UnOpened – 3:43
9. Picturing the Past – 3:37 (musica: Tony Kakko, Jani Liimatainen)
10. Destruction Preventer – 7:39

Traccia bonus dell'edizione giapponese, coreana e sudamericana
1. Mary-Lou – 4:30

Tracce bonus della ripubblicazione del 2008
1. Mary-Lou – 4:30
2. Letter to Dana (Returned to Sender) – 4:39

Tracce bonus della 15th Anniversary Edition
1. I'm Haunted – 2:43
2. I Can't Dance (cover del brano dei Genesis) – 3:52

## Formazione
- Tony Kakko - voce, tastiere[3]
- Jani Liimatainen - chitarra
- Janne Kivilahti - basso
- Tommy Portimo - batteria

Altri musicisti
- Raisa Aine - flauto in Letter to Dana

## Riedizione
Il 24 ottobre 2014 l'album verrà ripubblicato con il titolo Ecliptica – Revisited; 15th Anniversary Edition; si tratterà di una versione registrata nuovamente dei brani dell'album, con l'aggiunta della cover di I Can't Dance dei Genesis.

### Tracce
1. Blank File
2. My Land
3. 8th Commandment
4. Replica
5. Kingdom For A Heart
6. Fullmoon
7. Letter To Dana
8. UnOpened
9. Picturing The Past
10. Destruction Preventer
11. I Can't Dance (cover dei Genesis)